# ترافنس وولور
ترافنس وولور یک استادیوم فوتبال در ایسافجرویر، ایسلند است که استادیوم خانگی باشگاه فوتبال وستری به‌شمار می‌رود.